# Liste der belgischen Botschafter in Frankreich
Dies ist eine Liste der belgischen Botschafter in Frankreich seit der staatlichen Unabhängigkeit Belgiens (1830).

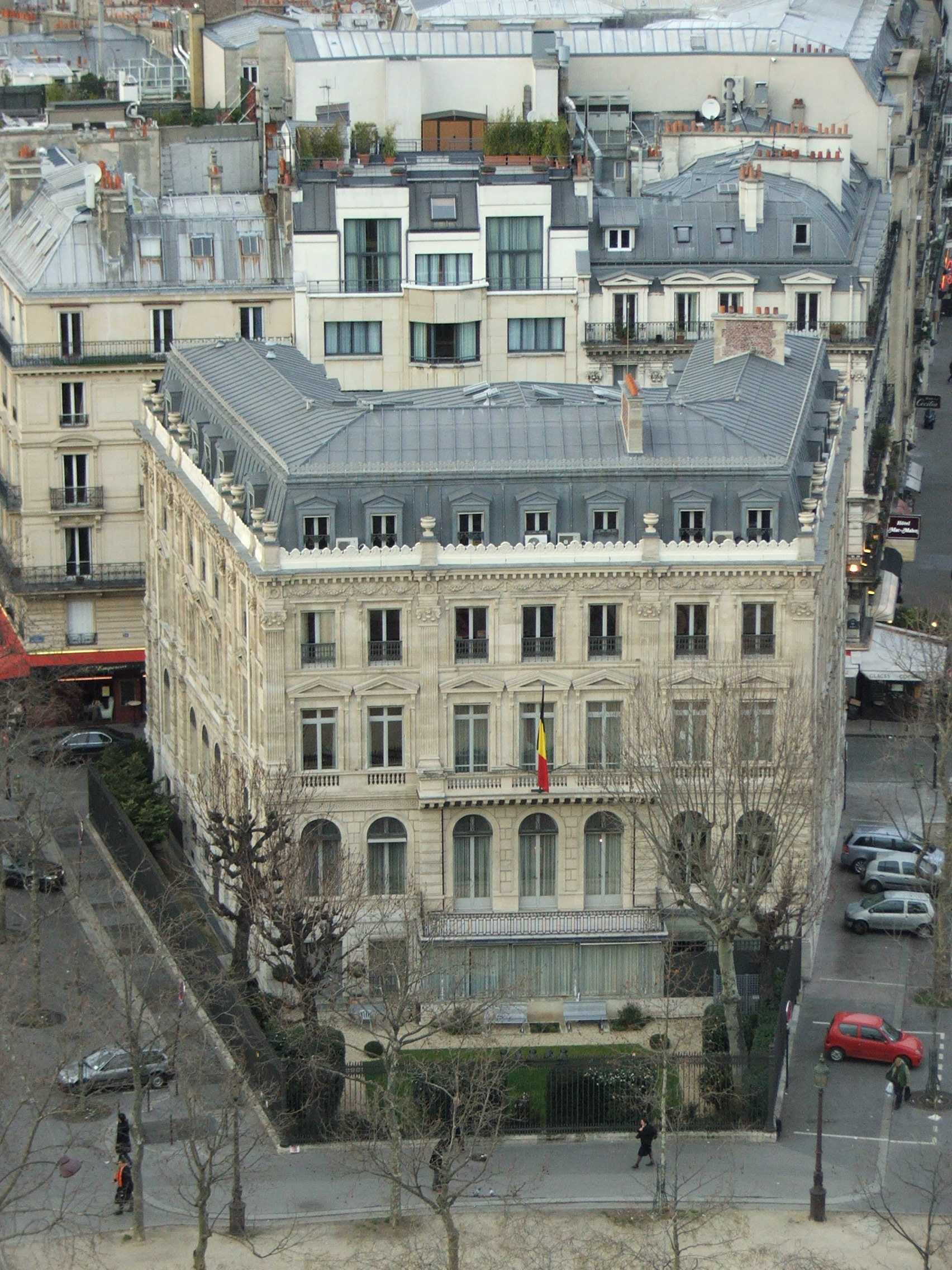
Die 1874 durch einen Bremer Geschäftsmann erbaute heutige Kanzlei der Belgischen Botschaft in der 9 Rue de Tilsit im 17. Pariser Arrondissement Batignolles-Monceaux (aufgenommen vom Arc de Triomphe)

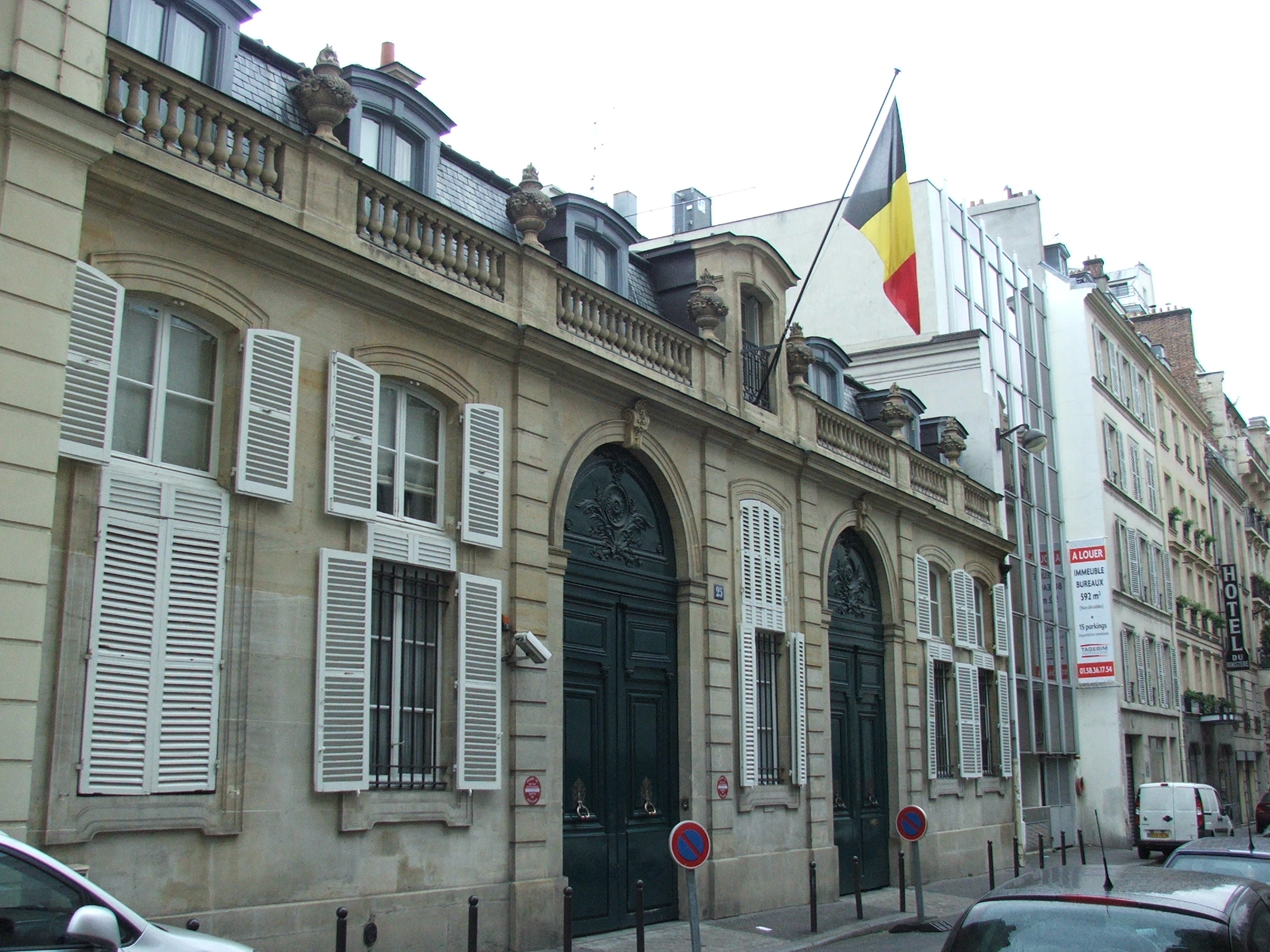
Heutige Residenz des belgischen Botschafters in der 25 Rue de Surène im 8. Pariser Arrondissement Elysée, bis 1951 auch Kanzlei

## Missionschefs
1830: Aufnahme diplomatischer Beziehungen
| Ernannt | Name                               | Anmerkungen                             | Abberufen |
| ------- | ---------------------------------- | --------------------------------------- | --------- |
| 1831    | Charles Le Hon                     |                                         | 1842      |
| 1842    | Eugène de Ligne                    |                                         | 1848      |
| 1848    | Firmin Rogier                      |                                         | 1864      |
| 1864    | Eugène Beyens                      |                                         | 1894      |
| 1897    | Auguste d’Anethan                  | [ 2 ]                                   | 1903      |
|         |                                    | vakant ab dem 18. Mai 1903              |           |
| 1904    | Alfred-Ferdinand-Gustave Leghait   | [ 3 ]                                   | 1910      |
| 1910    | Paul Guillaume                     | [ 4 ]                                   | 1916      |
| 1916    | Edmond de Gaiffier d'Hestroy       | [ 5 ]                                   | 1935      |
| 1935    | André de Kerchove de Denterghem    |                                         | 1938      |
| 1939    | Pol Le Tellier                     | [ 6 ]                                   | 1941      |
|         |                                    | keine Beziehungen ab dem 5. August 1941 |           |
| 1944    | Jules Guillaume                    |                                         | 1959      |
| 1959    | Marcel-Henri Jaspar                |                                         | 1966      |
| 1966    | Robert Rothschild                  |                                         | 1973      |
| 1973    | Charles de Kerchove de Denterghem  |                                         | 1976      |
| 1976    | Werner de Merode                   |                                         | 1979      |
| 1979    | Alexandre Paternotte de la Vaillée |                                         | 1984      |
| 1985    | Rittweger de Moor                  |                                         | 1986      |
| 1986    | Luc Smolderen                      |                                         | 1989      |
| 1989    | Alfred Cahen                       |                                         | 1996      |
| 1996    | Alain Rens                         |                                         | 2001      |
| 2001    | Pierre-Étienne Champenois          |                                         | 2005      |
| 2005    | Pierre-Dominique Schmidt           | [ 8 ]                                   | 2007      |
| 2007    | Baudouin de la Kethulle de Ryhove  | [ 9 ]                                   | 2010      |
| 2010    | Patrick Vercauteren Drubbel        |                                         | 2015      |
| 2015    | Vincent Werner de Wilmars          |                                         | 2018      |
| 2018    | François de Kerchove d’Exaerde     |                                         |           |